# Триумфальная арка (Могилёв)
Триумфальная арка (бел. Трыумфальная арка) — сооружение в Могилёве, возведённое в центре транспортного кольца на Минском шоссе в 2017—2018 годах.

## Строительство
Заказчиком строительства Триумфальной арки является Управление капитальным строительством Могилёва, автор — архитектор «Могилёвгражданпроекта» (бел. «Магілёўграмадзянпраект») Виталий Роговцев. Возведение арки было приурочено к 750-летию Могилёва, которое отмечалось в 2017 году, и являлось завершающим этапом реконструкции Минского шоссе.
Строительство сооружения, начатое в июле 2017 года, осуществлялось за счёт пожертвований горожан и спонсорской поддержки предприятий города. Некоторыми горожанами возведение арки было воспринято негативно — по их мнению, большие средства, собранные на её строительство, следовало бы направить на более важные мероприятия, в частности на очистку Святого озера.
Открытие Триумфальной арки было решено приурочить по времени к V Форуму регионов Беларуси и России. 9 октября 2018 года председатель могилёвского горисполкома Владимир Цумарев в присутствии чиновников, школьников и ветеранов торжественно открыл арку.

## Описание
20-метровую арку, расположенную в центре транспортного кольца на пересечении Минского шоссе и Грюнвальдской улицы, украшают барельефы высоких наград, которых удостоена Могилёвская область: орден Отечественной войны І степени и орден Ленина. С обеих её сторон размещена надпись «Стваральнікам Магілёва ў гонар 750-годдзя горада» (в переводе с бел. — «Создателям Могилёва в честь 750-летия города»). В её основании заложена капсула с посланием потомкам, в котором завещано любить и беречь родной город и преумножать традиции прошлых поколений.